# لیسا لانگست

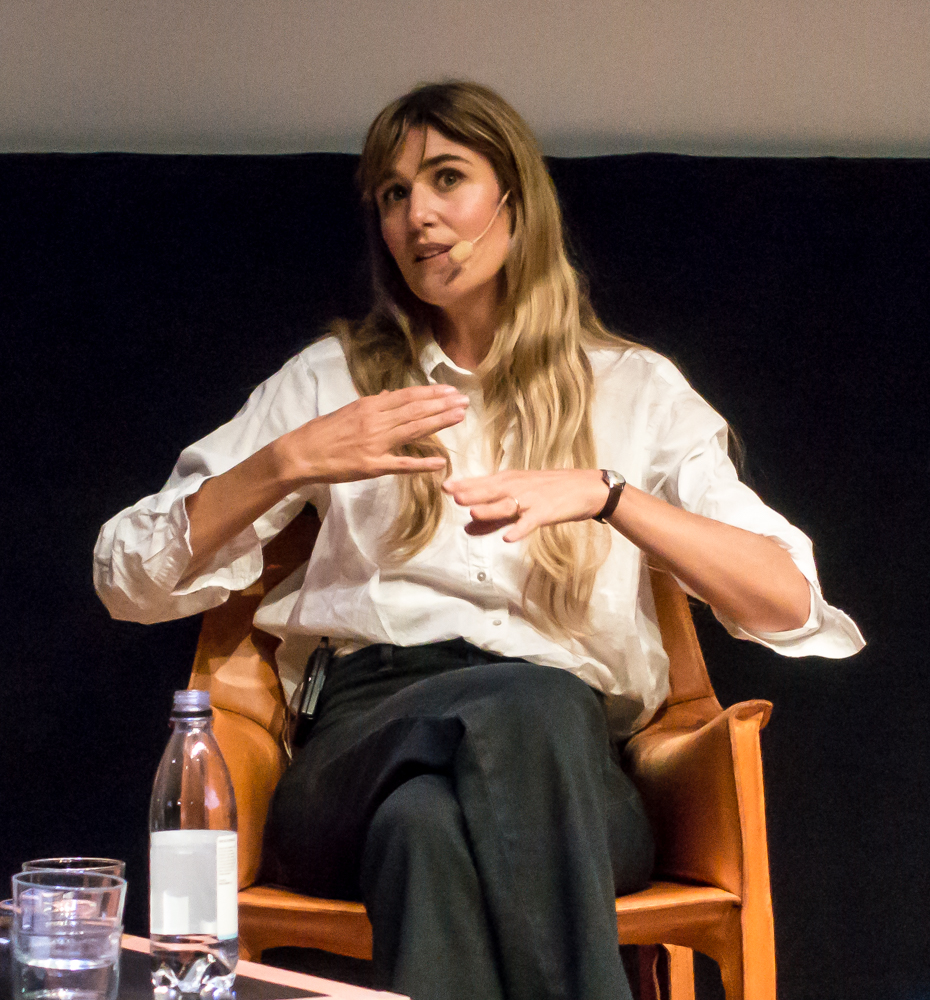
لیسا لانگست در حال گفتگو با ماری-لوئیس ای‌یکمان

لیسا لانگست (سوئدی: Lisa Langseth؛ زادهٔ ۲۰ آوریل ۱۹۷۵) یک کارگردان و فیلم‌نامه‌نویس اهل سوئد است.

## زندگی‌نامه
لیسا لانگست کار خود را به عنوان نمایشنامه نویس و مدیر تئاتر آغاز کرد. در سال ۲۰۰۴ او نمایشنامه ای به نام معشوق با بازی نومی راپاس را که از نوشته‌های خودش بود، کارگردانی کرد،

او در سال ۲۰۰۶ فیلم کوتاهی به نام گذشت (Godkänd) را ساخت.

در سال ۲۰۰۹ او اولین فیلم خود را (اساس یکی از نمایشنامه‌های خودش) با نام خالص با بازی آلیسیا ویکاندر ساخت. این فیلم توانست در جشنواره فیلم گلدباگن سال ۲۰۱۰ نامزدی بهترین کارگردانی و همچنین جایزه بهترین فیلمنامه را برای لانگست به ارمغان بیاورد. این فیلم داستان زنی جوان است که زندگی‌اش پس از دیدن اجرایی از «رکوئیم» موتسارت کاملاً تغییر می‌کند.

در سال ۲۰۱۳ فیلم کمدی-درام هتل را کارگردانی کرد. این فیلم در جشنواره فیلم تورنتو در بخش سینمای معاصر جهان به نمایش درآمد. این فیلم همکاری مجدد لانگست با آلیسیا ویکاندر بود. فیلم توانست نامزد بهترین فیلمنامه از جشنواره گلدباگن شود.

جدیدترین ساخته لانگست با نام خوشحالی با بازی اوا گرین و شارلوت رمپلینگ در سال ۲۰۱۷ اکران می‌شود.

## فیلم‌شناسی
- ۲۰۰۶: گذشت - Godkänd - فیلم کوتاه
- ۲۰۰۹: خالص - Pure
- ۲۰۱۳: هتل - Hotell
- ۲۰۱۷: خوشحالی - Euphoria